# Premi Nacional de Poesia Jove Miguel Hernández
El Premi Nacional de Poesia Jove Miguel Hernández (castellà: Premio Nacional de Poesía Joven Miguel Hernández) és un premi literari convocat a Espanya pel Ministeri de Cultura d'Espanya. Va ser instituït el 14 d'octubre del 2010, en el centenari del naixement del poeta valencià Miguel Hernández Gilabert, i en va tenir lloc la primera convocatòria el 2011.
El premi té com a fi afavorir els poetes jóvens fent coneguts els emergents i «atorgar-los una primera oportunitat per a la difusió i el gaudi de l'obra». Reconeix l'obra publicada l'any anterior per un autor menor de trenta-un anys, l'edat a la qual l'homenatjat va morir. La dotació econòmica inicial, com en la resta dels premis nacionals de literatura a Espanya, és de 20.000 euros.

## Llista de guardonats[3]
- 2011: Laura Casielles per Los idiomas comunes
- 2012: Martha Asunción Alonso per Detener la primavera
- 2013: Unai Velasco Quintela per En este lugar
- 2014: Carlos Loreiro López per Los poemas de Marcelo Aguafuerte. Crónicas para El buey Apis
- 2015: Gonzalo Hermo González per Celebración
- 2016: Constantino Molina Monteagudo per Las ramas del azar
- 2017: Ángela Segovia Soriano per La curva se volvió barricada
- 2018: Berta García Faet per Los Salmos Fosforitos
- 2019: Xaime Martínez Menéndez per Cuerpos perdidos en las morgues
- 2020: Alba Cid Fernández per Atlas[4]
- 2021: María Elena Higueruelo Illana per Los días eternos[5]
- 2022: Ismael Ramos Castelo per Lixeiro o Ligero[6]
- 2023: Mayte Gómez Molina per Los trabajos sin Hércules[7]
- 2024: Lola Tórtola per Los dioses destruídos[8]